# Tweede Kamerverkiezingen 1871
De Tweede Kamerverkiezingen 1871 waren periodieke Nederlandse verkiezingen voor de Tweede Kamer der Staten-Generaal. Zij vonden plaats op 13 juni 1871.
Nederland was verdeeld in 41 kiesdistricten, waarin 80 leden van de Tweede Kamer gekozen werden. Een kiezer bracht evenveel stemmen uit als er afgevaardigden in zijn kiesdistrict gekozen werden. Om gekozen te worden moest een kandidaat minimaal de districtskiesdrempel behalen.
De verkiezingen werden gehouden vanwege het aftreden van 40 leden van de Tweede Kamer van wie de zittingstermijn afliep op 17 september 1871. In drie kiesdistricten was een tweede verkiezingsronde benodigd tussen de twee hoogstgeplaatste (niet-direct gekozen) kandidaten uit de eerste ronde vanwege het niet-behalen van de districtskiesdrempel. Deze tweede ronde vond plaats op 27 juni 1871.

## Uitslag

### Opkomst
|                  | 1869   | 1869      | 1871    | 1871  |
| # stemmen        | %      | # stemmen | %       |       |
| ---------------- | ------ | --------- | ------- | ----- |
| Kiesgerechtigden | 97.201 |           | 100.336 |       |
| Niet opgekomen   | 31.666 | 32,58     | 39.893  | 39,76 |
| Opkomst          | 65.535 | 67,42     | 60.443  | 60,24 |

### Verkiezingsuitslag naar groepering
| Groepering                | Zetels | Zetels | Zetels | Zetels | Zetels | Zetels |
| Groepering                | 1869   | Af     | Bij    | 1871   | +/−    |        |
| ------------------------- | ------ | ------ | ------ | ------ | ------ | ------ |
| liberalen                 | 26/28  | 14     | 17     | 31     | +3     |        |
| thorbeckianen             | 20/16  | 5      | 4      | 15     | −1     |        |
| conservatieven            | 16     | 10     | 8      | 14     | −2     |        |
| conservatief-katholieken  | 9/10   | 5      | 7      | 12     | +2     |        |
| antirevolutionairen       | 4      | 3      | 2      | 3      | −1     |        |
| conservatief-protestanten | 3/4    | 2      | 1      | 3      | −1     |        |
| conservatief-liberalen    | 2      | 1      | 1      | 2      | 0      |        |
| totaal                    | 80     | 40     | 40     | 80     | 0      |        |

### Gekozen leden
Bij deze verkiezingen werden 30 leden herkozen. De stemmingen voor de overige tien vacatures hadden de volgende resultaten:
- in het kiesdistrict Amsterdam versloeg Cornelis Fock (52,4%, liberalen) het aftredende lid Herman Insinger (43,7%, conservatieven);

- in het kiesdistrict Arnhem versloeg Jules van Zuylen van Nijevelt (51,0%, conservatieven) het aftredende lid Ludolph Sloet van de Beele (46,7%, liberalen);

- in het kiesdistrict Boxmeer versloeg Petrus van den Heuvel (68,6%, conservatief-katholieken) het aftredende lid Hyacinthus Kerstens (29,4%, liberalen);

- in het kiesdistrict Breda versloeg Carel van Nispen tot Sevenaer (64,2%, conservatief-katholieken) het aftredende lid Norbertus Guljé (32,4%, thorbeckianen);

- in het kiesdistrict Dokkum werd Willem Bergsma (liberalen) gekozen in de vacature ontstaan door het periodiek aftreden van Philippus van Blom (liberalen) die had aangegeven niet herkiesbaar te zijn;

- in het kiesdistrict Dordrecht versloeg Willem Gevers Deynoot (73,2%, liberalen) het aftredende lid Marinus Bichon van IJsselmonde (22,1%, antirevolutionairen);

- in het kiesdistrict 's-Gravenhage werd Willem Wintgens (conservatieven) gekozen in de vacature ontstaan door het periodiek aftreden van François de Casembroot (conservatieven) die had aangegeven niet herkiesbaar te zijn;

- in het kiesdistrict Haarlem was in eerste instantie Cornelis Fock gekozen, die het aftredende lid Willem van der Hucht (conservatieven) versloeg. Fock was echter tevens gekozen in het kiesdistrict Amsterdam[9], waaraan hij de voorkeur gaf. Om in de ontstane vacature te voorzien werd in Haarlem een naverkiezing gehouden, waarbij Jan Kappeyne van de Coppello (liberalen) gekozen werd;

- in het kiesdistrict Hoorn versloeg Klaas de Jong (51,7%, liberalen) het aftredende lid Willem van Goltstein van Oldenaller (45,0%, conservatieven);

- in het kiesdistrict Tiel versloeg Donald Mackay (50,3%, liberalen) het aftredende lid Theo van Lynden van Sandenburg (48,5%, conservatief-protestanten).

De zittingsperiode van de Tweede Kamer ging in op 18 september 1871. De zittingstermijn van Tweede Kamerleden bedroeg vier jaar.